# さわらびフォント
さわらびフォントは、クリエイティブ・コモンズ 表示 3.0 非移植で公開されている日本語TrueTypeフォントである。ゴシック体（さわらびゴシック）および明朝体（さわらび明朝）の2種類が公開されている。すべての文字が作者のオリジナルである。作者は戸越フォント開発者のmshio。
SourceForge.JPへのプロジェクト登録日は2008年11月25日。2016年にGoogleが「Google Fonts + 日本語 早期アクセス」として日本語Webフォント9書体を試験的に公開した際、さわらびゴシックとさわらび明朝の両方が提供された。

## 収録文字数

### さわらびゴシック
バージョン20140915の時点で英数字、仮名、罫線の大部分、一部の記号類、漢字4345文字を収録。
バージョン20150215の時点では、JIS第一水準漢字全て、JIS第二水準漢字の約半数を収録する。

### さわらび明朝
バージョン20150315の時点で、JIS第一水準漢字の約半数（教育漢字が中心）を収録する。
バージョン20210815の時点では、仮名、一部の記号類、漢字3481文字を収録。